# Тарновець (Західнопоморське воєводство)
Тарновець (пол. Tarnowiec, нім. Neu Lüttkenhagen) — село в Польщі, у гміні Ґоленюв Голеньовського повіту Західнопоморського воєводства.
Населення — 53 особи (2011).
У 1975-1998 роках село належало до Щецинського воєводства.

## Демографія
Демографічна структура станом на 31 березня 2011 року:
|          | Загалом | Допрацездатний вік | Працездатний вік | Постпрацездатний вік |
| -------- | ------- | ------------------ | ---------------- | -------------------- |
| Чоловіки | 27      | 4                  | 21               | 2                    |
| Жінки    | 26      | 3                  | 19               | 4                    |
| Разом    | 53      | 7                  | 40               | 6                    |